# Museo della storia dei giochi olimpici antichi
Il Museo della storia dei giochi Olimpici antichi si trova ad Archea Olympia in Grecia.

## Il museo
Istituito nel 2004, ospita 463 reperti (spesso copie da musei in Grecia e in tutto il mondo) che ritraggono la storia degli antichi Giochi Olimpici e dello sport antico in generale dalla preistoria al V secolo d.C.
Il museo è ospitato nel vecchio edificio del Museo Archeologico di Olimpia, costruito su progetto dell'architetto ed archeologo tedesco Friedrich Adler in collaborazione con l'archeologo Wilhelm Dörpfeld. La costruzione del museo fu completata nel 1888 e l'edificio eà stato dedicato al mecenate greco Andreas Syngros che ne aveva finanziato la costruzione con una donazione di 200.000 dracme. Il sito scelto per la costruzione è una collina a circa 400 m nordovest dell'Altis, presso il ponte sul fiume Cladeo. 
Usato come museo degli scavi di Olimpia fino al 1970, il museo ospitava nella sua ampia sala centrale le sculture architettoniche dei fregi orientale ed occidentale del tempio di Zeus, così come le metope, la Nike di Peonio e l'Ermes di Prassitele. Le altre sale presentavano una selezione degli altri reperti, fra cui spiccavano i bronzi e le terrecotte. 
Il museo fu pesantemente colpito dal terremoto che scosse la regione nel 1954 e questo, insieme alla imponente quantità di materiali che quasi un secolo di scavi dell'Istituto Archeologico Germanico aveva ormai accumulato, resero indispensabile la progettazione di un nuovo museo. Dopo la costruzione del nuovo museo quello vecchio rimase chiuso per anni, utilizzato solo come magazzino e atelier di restauro, con una piccola esposizione che accoglieva la Nike di Peonio, il colossale torso di Augusto, e alcuni calchi delle sculture frontonali. 
Pianificato fin dagli inizi degli anni ottanta, il restauro dell'edificio del vecchio museo fu iniziato solo nel 1999, nell'ambito dei progetti connessi ai Giochi Olimpici di Atene del 2004. I lavori furono conclusi nel 2003, ed una mostra sulla storia dei giochi olimpici fu realizzata l'anno seguente e inaugurata il 24 marzo 2004. 

## La mostra permanente
La mostra permanente illustra la storia delle competizioni sportive ad Olimpia sin dal periodo pre- e protostorico, e fino alla fine dell'antichità. La grande sala centrale è dedicata ai giochi di Olimpia, mentre le altre due sale seguenti ospitano reperti e copie di reperti provenienti dagli altri santuari greci ove si svolgevano competizioni sportive panelleniche: le Panatenee di Atene, i giochi Pitici a Defi, i giochi di Nemea, le Istmie ad Istmia presso Corinto. 
Attraverso 463 oggetti, tra cui iscrizioni, idoli, ceramiche e raffigurazioni di concorrenti, il museo racconta la storia delle competizioni sportive nell'antichità suddividendo i reperti in 14 sezioni tra cui:
- l'inizio delle attività sportive, illustrato attraverso piccoli reperti e ceramiche del periodo minoico e miceneo;
- la storia di Eracle, mitico fondatore dei giochi olimpici;
- la storia del primo santuario di Zeus, con i primi giochi e le prime dediche di tripodi bronzei da parte dei vincitori;
- l'organizzazione amministrativa dei giochi panellenici, attraverso iscrizioni in bronzo e pietra e testimonianze storiche;
- raffigurazioni di atleti e oggetti connessi all'attività sportiva, quali pesi (come quelli in bronzo dedicati da Akmatidas) e strigili;
- una sezione sulle donne e lo sport, in cui fa bella mostra di sé la base dell'offerta di Cinisca di Sparta, la prima donna ad essere incoronata vincitrice dei giochi per la vittoria del suo cavallo in una corsa di carri.

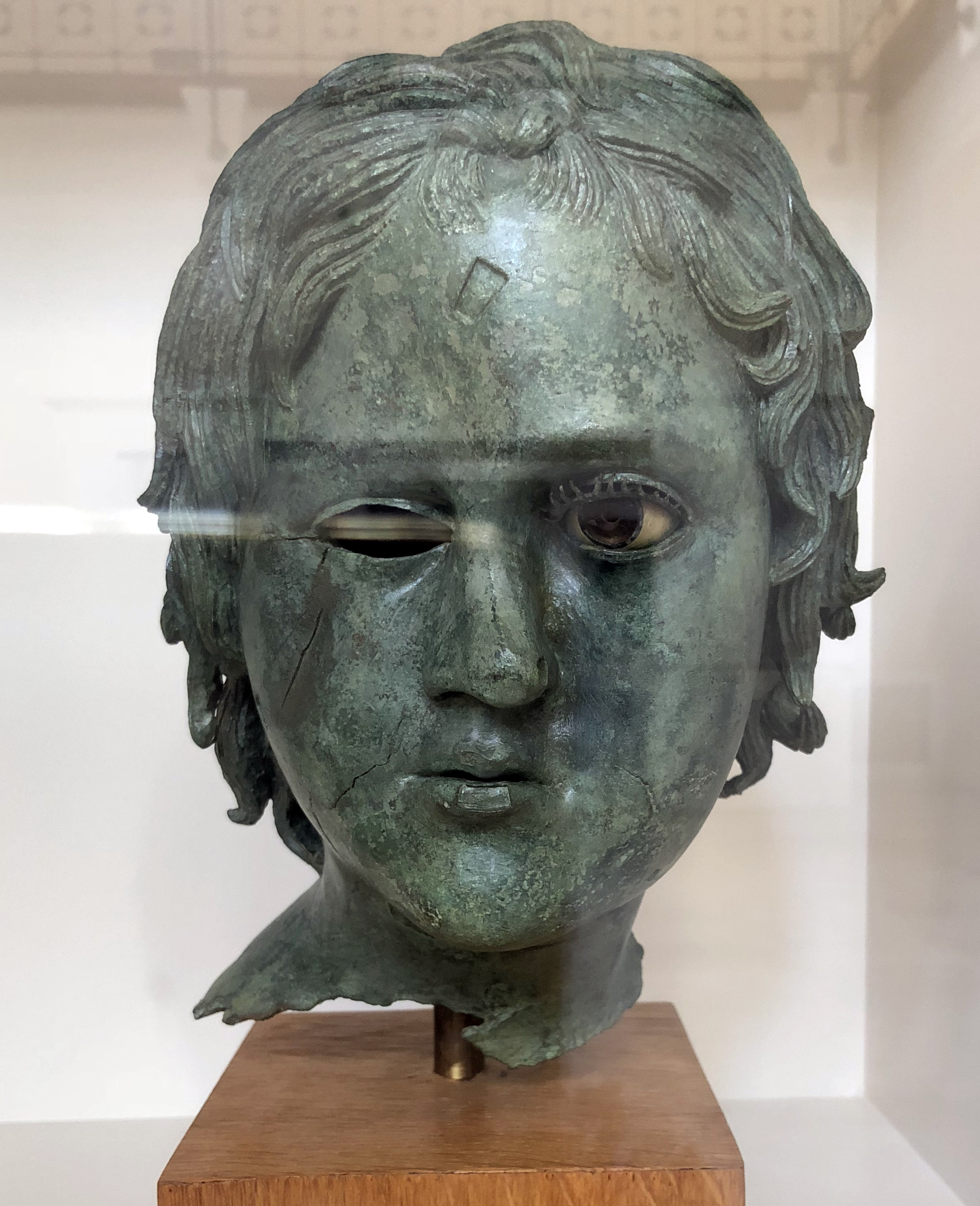
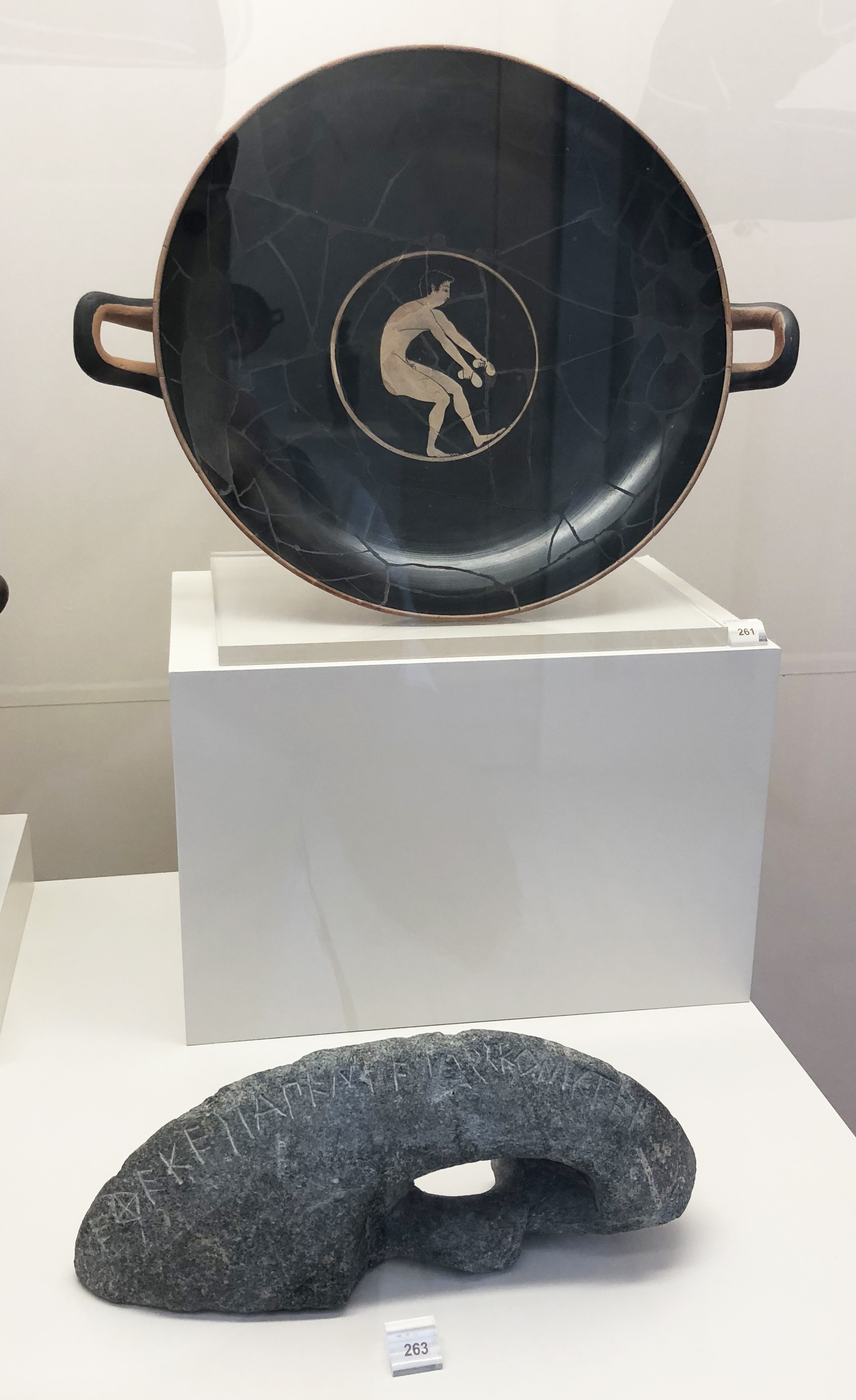
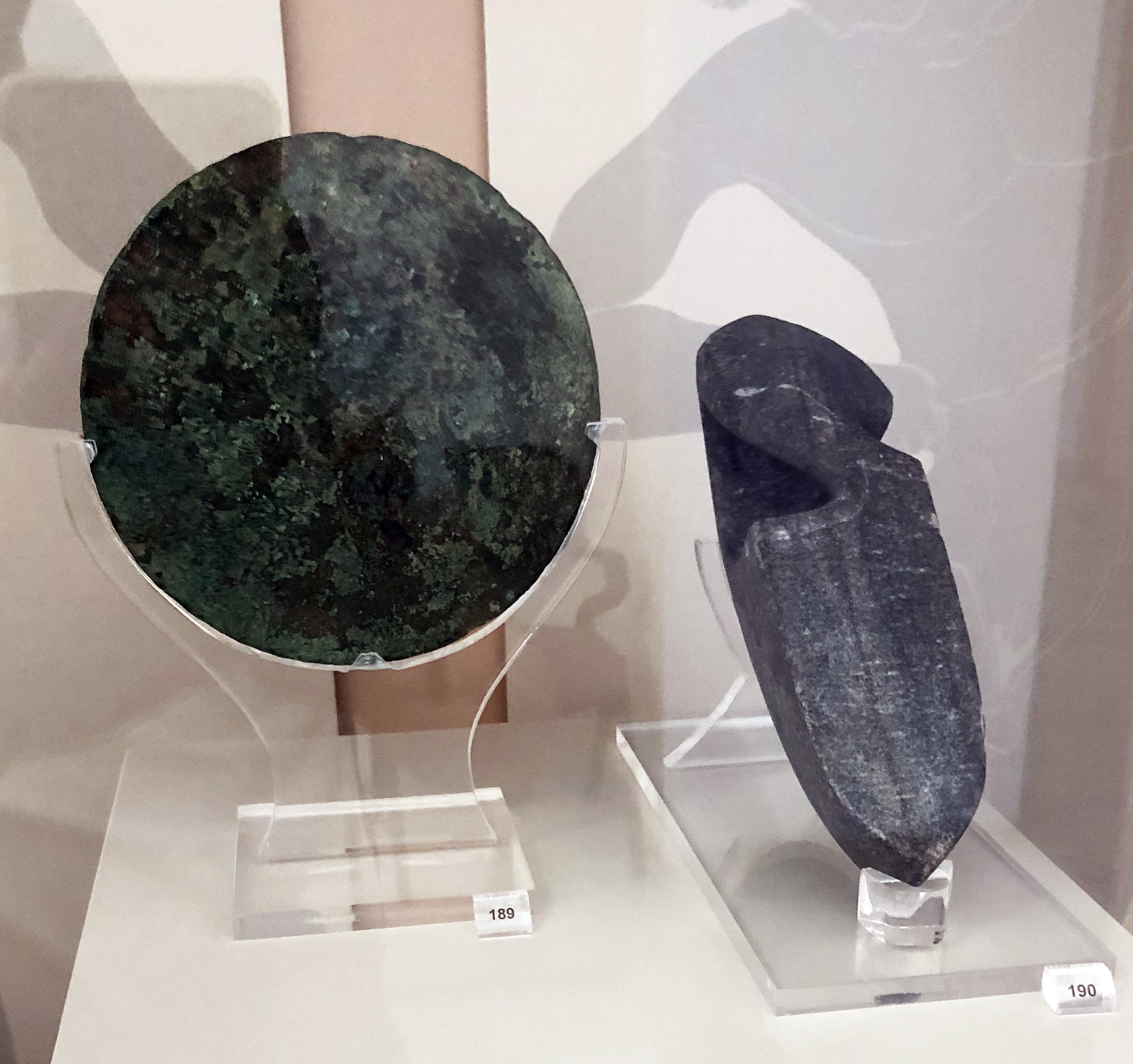
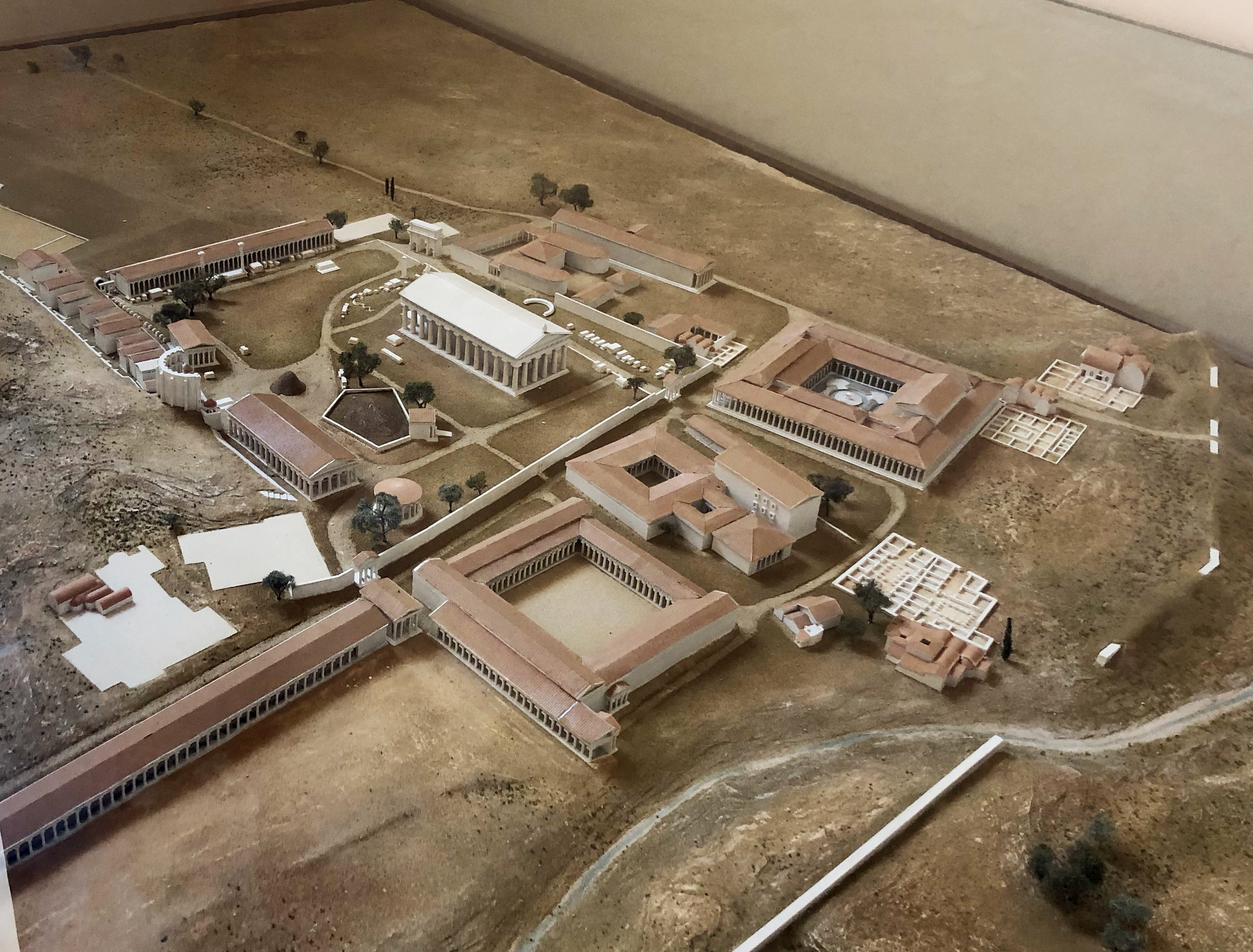